# كأس إنترتوتو 1988
كأس إنترتوتو 1988 هو الموسم 28 من كأس إنترتوتو. فاز فيه نادي إيكست ‏.